# Kroktjärnen (Degerfors socken, Västerbotten, 716264-167600)
Kroktjärnen är en sjö i Vindelns kommun i Västerbotten och ingår i Umeälvens huvudavrinningsområde. Sjön är belägen 215,9 meter över havet nära Gådaträskets utlopp.